# Живот са жохарима
„Живот са жохарима” је хрватски ТВ филм из 2000. године. Режирала га је Сузана Ђурић а сценарио је написао Мислав Брумец.

## Улоге
| Глумац            | Улога                     |
| ----------------- | ------------------------- |
| Ивана Бобан       | Ела                       |
| Дора Фистер       |                           |
| Крешимир Микић    | Дамијан (као Крешо Микић) |
| Мустафа Надаревић | Газда                     |
| Ећија Ојданић     | Полицајка                 |
| Миа Оремовић      | Елина мама                |
| Дражен Сивак      |                           |